# Марія Віколь
Марія Віколь (17 жовтня 1935 , Бухарест  — 13 березня 2015 , Сідней ) — румунська фехтувальниця на рапірах, бронзова призерка Олімпійських ігор, чемпіонка світу.

## Виступи на Олімпіадах
| Олімпіада   | Дисципліна           | Місце |
| ----------- | -------------------- | ----- |
| Рим 1960    | індивідуальна рапіра | 3     |
| Рим 1960    | командна рапіра      | 5     |
| Токіо 1964  | індивідуальна рапіра | 25    |
| Токіо 1964  | командна рапіра      | 5     |
| Мехіко 1968 | командна рапіра      | 3     |